# إلينور تايلور بلاند
إلينور تايلور بلاند (بالإنجليزية: Eleanor Taylor Bland)‏ (31 ديسمبر 1944، بوسطن في الولايات المتحدة - 2 يونيو 2010، وكغن في الولايات المتحدة)؛ روائية أمريكية.